# 43859 Наояяно
43859 Наояяно (43859 Naoyayano) — астероїд головного поясу, відкритий 9 січня 1994 року.
Тіссеранів параметр щодо Юпітера — 3,214.
Названо на честь Наоя Яно (яп. なおや・やの(矢野) наоя яно)